# Fensch
Die Fensch oder Fentsch ist ein rund 15 km langer, linker Nebenfluss der Mosel in der französischen Region Grand Est, der im Département Moselle verläuft.

## Geographie

### Verlauf
Die Fensch entspringt bei Fontoy auf einer Höhe von etwa 235 m. Sie fließt in östlicher Richtung und mündet schließlich auf einer Höhe von ungefähr 150 m bei Thionville von links in die Mosel.
Der etwa 15,17 Kilometer lange Lauf der Fensch endet ungefähr 85 Höhenmeter unterhalb des Ursprungs ihrer Quelle, sie hat somit ein mittleres Sohlgefälle von etwa 5,7 ‰.

### Zuflüsse
- Kleine Fensch (La Petite Fensch) (links), 3,4 km[4], 7,1 km²
- Kribsbach (Krebsbach) (rechts), 9,6 km, 21,0 km²
- Ruisseau le Marspich (links), 3,6 km

## Hydrologie
An der Mündung in die Mosel beträgt die mittlere Abflussmenge (MQ)  2,45 m³/s; das Einzugsgebiet umfasst hier 82,8 km².
In Florange wurde über einen Zeitraum von 35 Jahren (1968–2002) die durchschnittliche jährliche Abflussmenge der Fensch berechnet. Das Einzugsgebiet entspricht an dieser Stelle mit etwa 82,6 km² fast dem vollständigen Einzugsgebiete des Flusses.
Die Abflussmenge der Fensch, mit dem Jahresdurchschnittwert von 2,06 m³/s, schwankt im Laufe des Jahres nicht so stark. Die höchsten Wasserstände werden in den Wintermonaten Januar bis März gemessen. Ihren Höchststand erreicht die Abflussmenge mit 3,25 m³/s im Februar. Von April an geht die Schüttung Monat für Monat zurück und erreicht ihren niedrigsten Stand im September mit 1,30 m³/s, um danach wieder von Monat zu Monat anzusteigen.
Der  monatliche mittlere Abfluss (MQ) der Fensch in m³/s, gemessen  an der hydrologischen Station Florange
Daten aus den Werten der Jahre 1968–2002 berechnet